# Sharpshooter
Een Sharpshooter, ook bekend als de Scorpion Death Lock en sasori-gatame, is een submissionbeweging in het professioneel worstelen. De "Sharpshooter" staat bekend als een veelgebruikte afwerkingsbeweging, maar wordt vooral toegepast door Canadese worstelaars. De beweging werd in de jaren '80 gepopulariseerd door de worstelfamilie Hart en is berucht omwille van zijn nadrukkelijke aanwezigheid tijdens de controversiële Montreal Screwjob. Een "Sharpshooter" wordt beschouwd als een van de visueel gevaarlijkste worstelbewegingen vanwege de fysiek belastende manier van uitvoering.

## Uitvoering

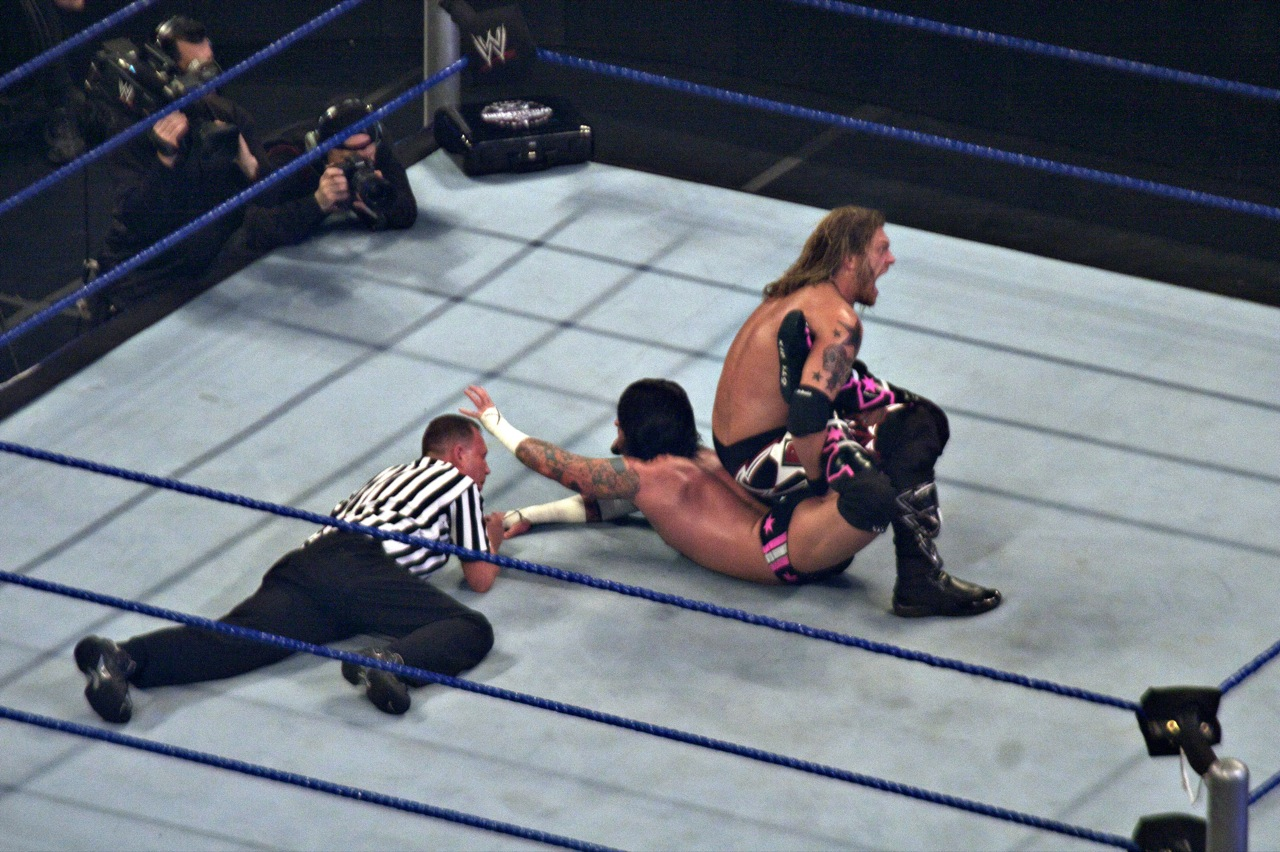
Edge voert een "Sharpshooter" uit op CM Punk

De "Sharpshooter" is een traditionele beengreep en onderscheidt zich van de originele "Scorpion Death Lock" door een zittende uitvoering. Een "Scorpion Death Lock" voert men staand uit. Vanuit het standpunt van de executant begint het uitvoeren van een "Sharpshooter" met een horizontaal tegen de mat liggende tegenstander. Men neemt plaats tussen de benen van de opponent. De benen worden vervolgens opgetild en vastgehouden in een V-vorm, ter hoogte van de taille. Als dusdanig wordt met elke hand een voet gegrepen. Afhankelijk van eventuele rechtshandigheid of linkshandigheid wordt het aanwendbare been naast het middel van de tegenstander geplaatst. De voeten mogen niet worden losgelaten, aangezien de benen van de tegenstrever ook nog dienen te kruisen. Voor de executant is het nu de bedoeling om het lichaam een kwartslag te draaien in de richting van het geplaatste been, waardoor het lichaam van de opponent automatisch meedraait. Die laatste zou in het meest logische geval op de buik terechtkomen. De tegenstrever dient evenwel te steunen op beide handen.
Op dat moment neemt de gangbare dramatische ironie een aanvang. Het publiek is er zich namelijk van bewust dat de volgende acties berusten op een fictieve meerwaarde. De tegenstrever begint te acteren en schreeuwt het uit van de pijn. Men gaat hurken en de benen stevig naar zich toe brengen, waardoor het lijkt alsof de tegenstander vanuit een vrij onnatuurlijke positie een schorpioen uitbeeldt. De tegenstander verliest het evenwicht omdat de druk op de onderrug navenant te zwaar is. Daarom laat een tegenstander na enkele seconden de armen op de grond rusten en steunt hij dan meestal niet meer op de handen. Het effect dat men bij een "Sharpshooter" creëert is dat van een ondraaglijke pijn. In de meeste gevallen leidt een "Sharpshooter" tot het opgeven van de wedstrijd.

## Geschiedenis
De beweging ontstond gedurende de jaren '70 in Japan als de "Scorpion Death Lock" (Japans: sasori gatame). De geestelijke vader was Riki Choshu. Vanaf de jaren '80 duidde men de beweging aan als "Sharpshooter", met name in de Verenigde Staten en Canada. Hoewel hij feitelijk niet de uitvinder is, wordt het manoeuvre doorgaans in één adem genoemd met Bret Hart. Hij hanteerde de "Sharpshooter" als zijn karakteristieke afwerkingsmanoeuvre vanaf de jaren '80. Hart voerde de beweging uit tot het einde van zijn loopbaan in 2000. Hij beweert de beweging te hebben geleerd van Charles Ashenoff.
Ron Garvin was de eerste Canadese worstelaar die de "Sharpshooter" voor het eerst implementeerde in zijn reeks kenmerkende bewegingen. Garvin slaagde er niet in de beweging bekender te maken bij een breder publiek, daar hij vooral actief was in onafhankelijke worstelpromoties die over geringe financiële middelen beschikten. Later zou Steve Borden de beweging toepassen onder zijn initiële naam "Scorpion Death Lock", meer bepaald tijdens zijn periode als Sting in de World Championship Wrestling (WCW). Borden bleef trouw aan de staande variant "Scorpion Death Lock" en gebruikte hem uiteindelijk als afwerkingsbeweging.
Concreet waren Bret Hart en Steve Borden de eerste gerenommeerde worstelaars die zich de beweging eigen maakten. Andere worstelaars die de "Sharpshooter" verder populariseerden waren onder meer specialisten als Harts broer Owen Hart, Chris Benoit, Edge en Dwayne "The Rock" Johnson. Zij gaven elk hun unieke insteek aan het manoeuvre. Benoit gebruikte de beweging als belangrijke component van een hele reeks submissionbewegingen. Hij stond bekend als een specialist van het onderdeel submission. Edge kopieerde hoofdzakelijk de stijl van Bret Hart, maar trok steevast een laaiende grimas. Owen Hart zette tijdens het uitvoeren van de "Sharpshooter" opvallend meer druk op de benen van de tegenstander. The Rock verkocht op zijn beurt meer theater bij het effectueren van de "Sharpshooter"..

## Invloed
Tijdens het door World Wrestling Federation (WWF) geproduceerde pay-per-viewevenement Survivor Series (1997) in Montreal kwam de "Sharpshooter" mee in het oog van de storm te staan. In de veelbesproken wedstrijd om het WWF World Heavyweight Championship tussen titelhouder Bret Hart en Shawn Michaels was de "Sharpshooter" even het middelpunt van discussie. Hart zou volgens het script van deze wedstrijd de titel behouden. De beweging zou tevens worden uitgevoerd door zowel Hart als Michaels aan het einde van de wedstrijd, maar beiden zouden zich weten te bevrijden uit de greep. WWF-eigenaar Vince McMahon besliste echter het scenario te verdraaien. Hart had realiter een contract ondertekend bij World Championship Wrestling (WCW) en dreigde de federatie te verlaten als WWF World Heavyweight Champion. McMahon wilde dit voorkomen aan de hand van een boycot. Hij had met Michaels afgesproken dat hij via de "Sharpshooter" zou winnen zonder Harts medeweten. Scheidsrechter Earl Hebner en de tijdwaarnemer beëindigden op verzoek van McMahon de wedstrijd, waardoor Michaels de titel ongepland overnam van Hart.
Deze gebeurtenis kreeg de naam Montreal Screwjob. Na deze wedstrijd maakte Michaels nog regelmatig gebruik van de "Sharpshooter", meestal op onrechtmatige wijze en dikwijls op een vergelijkbare manier als de gebeurtenissen van Montreal Screwjob. De populariteit van de "Sharpshooter" nam aanzienlijk toe als gevolg van deze feiten en werd in de toekomst overgenomen door vele jonge worstelaars.